# (5436) Eumelo
(5436) Eumelo es un asteroide que forma parte de los asteroides troyanos de Júpiter descubierto el 20 de febrero de 1990 por Carolyn Shoemaker y por su esposo que también era astrónomo Eugene Shoemaker desde el Observatorio del Monte Palomar, Estados Unidos.

## Designación y nombre
Designado provisionalmente como 1990 DK. Fue nombrado Eumelo en honor a Eumelo, era un auriga que tenía los caballos más veloces del ejército griego. Cuando los jinetes se reunieron para los juegos fúnebres de Patroclo, Eumelo fue el primero en levantarse. Compitió contra Diomedes, Menelao, Antíloco y Meríones. Estuvo a la cabeza hasta que la diosa Atenea rompió el yugo de su carro y lo dejó caer. Aunque fue el último en llegar, Aquiles le otorgó a Eumelo la armadura de bronce que le arrebató a Asteropeo, aceptándola con alegría.

## Características orbitales
Eumelo está situado a una distancia media del Sol de 5,201 ua, pudiendo alejarse hasta 5,601 ua y acercarse hasta 4,801 ua. Su excentricidad es 0,076 y la inclinación orbital 7,432 grados. Emplea 4333,16 días en completar una órbita alrededor del Sol.

## Características físicas
La magnitud absoluta de Eumelo es 10,4. Tiene 37,696 km de diámetro y su albedo se estima en 0,086. 